# Marcin Starczewski
Marcin Starczewski herbu Jastrzębiec (zm. 8 stycznia 1653 roku w Kazimierzu) – sekretarz wielki koronny w 1652 roku, duchowny referendarz koronny w latach 1644-1652, regent kancelarii mniejszej koronnej przed 1644 rokiem, dziekan płocki od 1635 roku, dziekan poznański, kanonik warszawski, kanonik krakowski fundi Bieżanów od 1631 roku, kanonik gnieźnieńskiej kapituły katedralnej fundi Czerniejewo od 1618 roku, administrator opactwa trzemeszeńskiego od 1645 roku, sekretarz królewski.
Przyjął święcenia kapłańskie.
Podpisał pacta conventa Jana II Kazimierza Wazy w 1648 roku.